# Wilhelm Fitzner
Wilhelm Fitzner (ur. 8 lutego 1833 w Gliwicach, zm. 3 stycznia 1905 w Laurahütte, obecnie Siemianowice Śląskie) – niemiecki przemysłowiec.

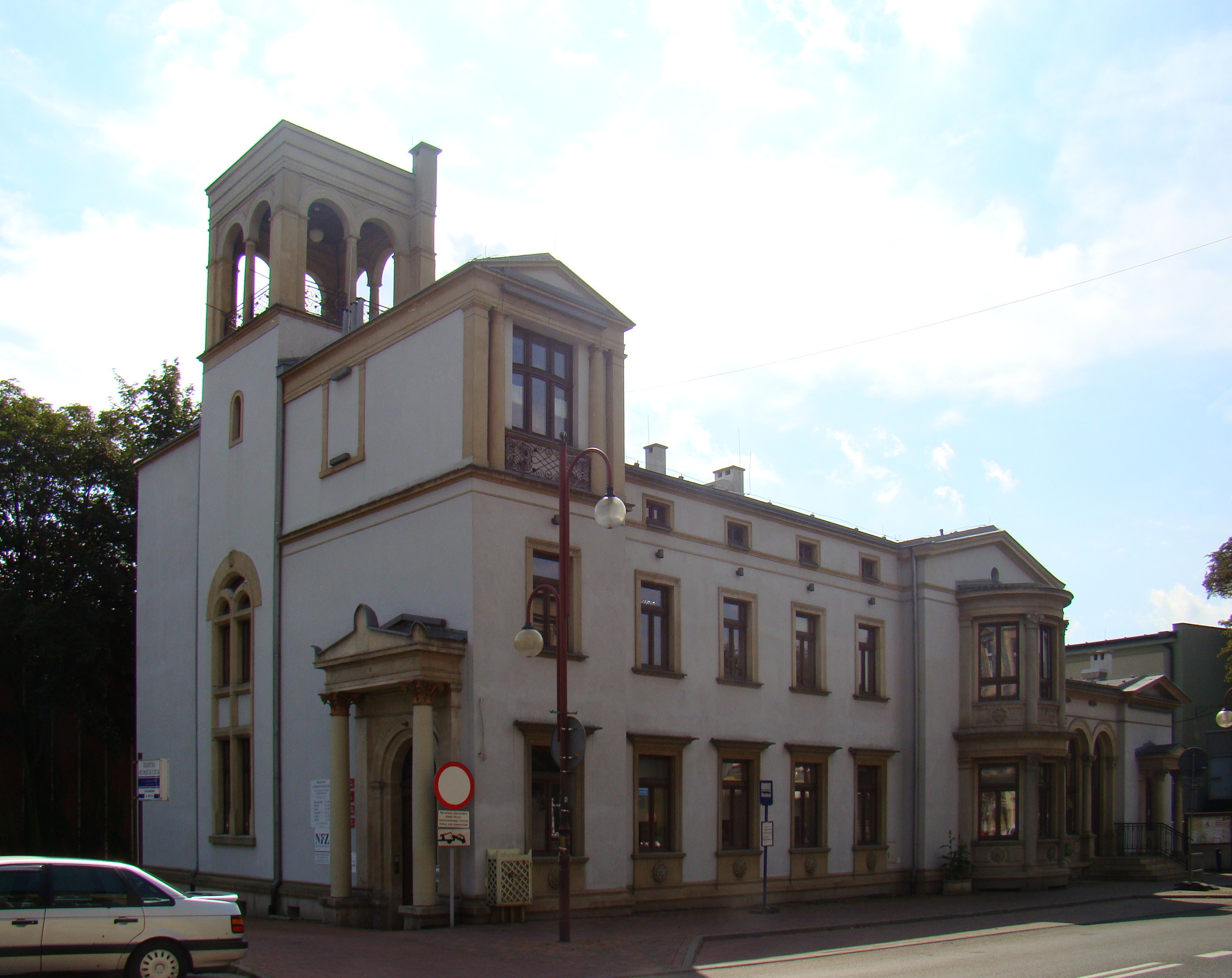
Willa Fitznera (2014)

Jego ojciec Johann Wilhelm, zmarły 27 lutego 1878, mistrz kowalski przybył z Brunszwiku do Gliwic na początku lat 30. XIX w. Kilka lat później przeniósł się do Laurahütte (obecnie Siemianowice Śląskie) by w 1836 r. założyć kuźnię na terenie Huty Laura należącej do Hugo I Henckel von Donnersmarcka, gdzie również zamieszkał. 17 listopada 1850 roku urodził mu się trzeci syn Richard Fitzner. W 1855 roku kuźnia została zamieniona w kotlarnię. W 1868 roku na terenie kolonii Hugo założył własną Fabrykę Nitów (Nieten Fabrik), a w 1869 na terenie kolonii Wanda Fabrykę Kotłów (Kessel Fabrik). 
W czasie wakacji i ferii Wilhelm wraz z bratem praktykował w fabrykach ojca. Staż trwał trzy lata i obejmował wszystkie wydziały i stanowiska – od robotnika po dyrektora. W latach 70. XIX przejął obie fabryki, po czym w 1874 przekazał Fabrykę Nitów młodszemu bratu Richardowi. W roku 1859 przy Hüttenstr. wybudował dom. Pochowany jest na cmentarzu ewangelickim w Siemianowicach Śląskich.